# Iglesia de San Martín de Tours (Amasa)
La iglesia de San Martín de Tours es un edificio situado en la entidad de población española de Amasa, en la provincia de Guipúzcoa.

## Descripción
El edificio se encuentra en la entidad de población española de Amasa, del municipio de Villabona, perteneciente a la provincia de Guipúzcoa, en la comunidad autónoma del País Vasco. Se menciona como iglesia parroquial de la localidad en el segundo volumen del Diccionario geográfico-estadístico-histórico de España y sus posesiones de Ultramar de Pascual Madoz, donde aparece descrita con las siguientes palabras:

la igl. parr. (San Martin), es única para las dos pobl., está servida por un rector y tres beneficiados; al primero y á uno de estos los presentan los dueños de las casas de ambos pueblos, y los otros dos beneficiados, el Rey y el rector en sus respectivos meses.
(Madoz, 1845, p. 234)

Aparece referida en el Diccionario histórico-geográfico-descriptivo de los pueblos, valles, partidos, alcaldías y uniones de Guipúzcoa de Pablo de Gorosábel, en la entrada correspondiente a Amasa, con las siguientes palabras:

Su iglesia parroquial es de la advocacion de San Martin, y se halla servida por un rector y tres beneficiados. Segun una bula de Urbano VIII de 6 de mayo de 1637, la provision de la rectoria y de uno de los beneficios debe hacerse por los dueños de casas de la misma villa y de la de Vilabona. La de los otros dos beneficios, conforme á la misma bula, correspondia á su magestad ó al rector en los respectivos meses ordinarios en que ocurriesen las vacantes.
(Gorosábel, 1862, p. 28)